# Ryszard Zbrzyzny
Ryszard Zbrzyzny (ur. 4 maja 1955 w Lubawce) – polski działacz związkowy i polityk, poseł na Sejm II, III, IV, V, VI i VII kadencji.

## Życiorys
Od drugiej połowy lat 70. zawodowo związany z KGHM. W 1991 stanął na czele Związku Zawodowego Pracowników Przemysłu Miedziowego. W 1993 ukończył studia na Wydziale Górniczym Politechniki Wrocławskiej (inżynier górnik). Uzyskał magisterium z ekonomii na Wydziale Informatyki i Zarządzania Akademii Ekonomicznej we Wrocławiu. Zasiadał w radzie nadzorczej Zagłębia Lubin.
Od 1978 do rozwiązania w 1990 należał do Polskiej Zjednoczonej Partii Robotniczej. W 1999 wstąpił do Sojuszu Lewicy Demokratycznej. Wszedł w skład rady krajowej tej partii, zasiada również w jej zarządzie krajowym. W 1993, 1997, 2001 i 2005 uzyskiwał mandat posła na Sejm kolejnych kadencji z ramienia SLD. Był m.in. zastępcą przewodniczącego Komisji Skarbu Państwa oraz członkiem sejmowej komisji śledczej ds. prywatyzacji PZU.
W latach 1998–2001 sprawował także mandat radnego sejmiku dolnośląskiego.
W wyborach parlamentarnych w 2007 po raz szósty został posłem, kandydując z listy koalicji Lewica i Demokraci w okręgu legnickim i otrzymując 11 049 głosów. W kwietniu 2008 zasiadł w Klubie Poselskim Lewica, który we wrześniu 2010 przekształcono w KP SLD. W wyborach w 2011 z powodzeniem ubiegał się o reelekcję, dostał 11 990 głosów. W 2015 nie został wybrany na kolejną kadencję. W 2018 i 2024 wystartował do sejmiku dolnośląskiego. W wyborach w 2019 ponownie był kandydatem SLD do Sejmu, nie uzyskując mandatu.

## Odznaczenia
- Krzyż Kawalerski Orderu Odrodzenia Polski (2022)[6]
- Srebrny Krzyż Zasługi (dwukrotnie, w tym 1996)[7]
- Odznaka Honorowa „Krzyż Ludowego Wojska Polskiego” (ZWiRWP)